# Важко бути богом (фільм, 2013)
«Важко бути богом» (рос. Трудно быть богом) — російський художній фільм 2013 року за мотивами однойменного роману братів Стругацьких; останній фільм режисера Олексія Германа. Робота над картиною тривала близько 14 років і завершилася вже після смерті режисера (помер 21 лютого 2013 року).
Світова прем'єра відбулася 13 листопада 2013 року на Римському кінофестивалі, посмертно присвяченому Герману премію «Золота Капітолійська вовчиця» за внесок у кіномистецтво (прем'єра фільму пройшла поза конкурсом). 27 лютого 2014 року картина вийшла в російський прокат. У березні 2015 року фільм був удостоєний семи премій «Ніка».

## Сюжет
Дія картини відбувається на іншій планеті, зануреній в глухе Середньовіччя, в місті Арканарі, столиці Запролив`я. Історія там пішла відмінним від земного шляхом: Відродження не було, проблиски науки і культури гинуть під гнітом реакції, всюди бруд і вогкість. Земля послала сюди три десятки вчених, але вплинути на місцеву цивілізацію вони не можуть. Один із землян вже 20 років живе під легендою благородного дона Румати Есторського, маючи серед містян славу "Божого сина". Б'ючись на дуелях, Румата не вбиває ворогів, а тільки відрізає їм вуха, вбивати йому заборонено. Він намагається врятувати поодиноких носіїв наукової думки — книголюбів, за якими весь час полюють загони «сірих» під керівництвом Дона Реби, що узурпував владу в країні.
Від своїх рабів Румата дізнається про якогось табачника з Тютюнової вулиці — одного з розумників і книголюбів, як вважають сусіди. На кам'янистих острівцях серед боліт, що оточують місто, Румата ховає таємно вивезених вчених. Тут час від часу також збираються і земляни, які все більше загрузли в пияцтві. Цілитель Будах, якого повинні були доставити в притулок, зник разом з конвоєм. Бажаючи з'ясувати його долю, Румата потрапляє на прийом до короля, але зазнає невдачі. У місті Румата зустрічає свого знайомого барона Пампу. Після п'яної ночі Румату у палаці затримують люди Дона Реби і супроводять на допит до міністра. Реба повідомляє йому, що став магістром Ордену, і намагається відкрити секрет, хто Румата насправді. Після їхньої розмови міністр, здогадуючись, що тим стоять якісь могутні сили, залишає Румату в спокої і дає йому охоронну грамоту.
У місті з'являються чорні монахи Ордену, вночі захопивши владу в Арканарі. Сімейство короля перебито, починаються страти придворних. Вранці Румата відправляється в каземати Веселої вежі і визволяє Будаха та барона Пампу. Пампа, намагаючись втекти з міста, гине, а його тіло викинуто на смітник і обібрано жебраками. Тим часом, Румата розмовляє з Будахом, намагаючись зрозуміти, що б вчений порадив Богу, як виправити стан справ в світі Арканара. Відповідь Будаха не задовольняє землянина — слабкі замінять сильних, але боротьби за владу це не зупинить. Румата з Будахом повертається додому. Замок дона вночі пережив напад, і двоє слуг вбиті. Тут Румата зустрічає Арату Горбатого, який намагається переконати його очолити повстання рабів, але Румата йому відмовляє — прийде час, і з'являться нові раби, нові шибениці, нові пани, і новий Арата. Віддавши Араті захисний знак Ордена, Румата велить слугам прогнати його палицями. На наступний ранок кохана Румата Арі гине від арбалетной стріли, пущеної в потилицю. Трохи пізніше в будинок Румати в пошуках єретиків вриваються солдати Ордена, наведені «помилково» якимсь покаліченим ченцем, в описі якого нескладно вгадати Арату. Румата повідомляє їхньому ватажку колишньому студенту Аріме, що вб'є їх усіх. Першим він вбиває Аріму. Випустивши йому кишки, дон Румата відправляється в місто.
Група землян пробирається через руїни Арканара. Вони виявляють гори трупів, серед яких Арата і дон Реба. З розмови землян стає зрозуміло, що Арі загинула від стріли Арати, що мав за наміри  нацькувати Румату на ченців Ордену. Нарешті, дон Кондор і Пашка виявляють самого Румату, що самотньо сидить в калюжі в одному лахмітті. Він відмовляється повертатися на Землю. «Бог, він же теж може втомитися» — говорить він Кондору.
Настає зима, двоє з книголюбів, що  переховувались на болотах,  посварилися і вбили один одного, Румата грає на саксофоні, процесія вершників повільно йде вдалину.

## Передісторія створення
Олексій Герман вирішив знімати «Важко бути богом» ще в 1968 році, через чотири роки після виходу книги. Разом з Борисом Стругацьким вони написали перший варіант сценарію. У серпні Герман отримав дозвіл на зйомки. У головній ролі режисер планував знімати Володимира Рецептера.
Другий варіант сценарію був закінчений 20 серпня 1968 року. Наступного дня радянські війська були введені до Чехословаччини для придушення Празької весни. За свідченням Германа, він зателефонував на студію, і йому було сказано: «Олексій, забудьте думати про це кіно. Ми радимо вам навіть книгу куди-небудь викинути, тому що, ви самі розумієте».
За збігом, того ж дня, 21 серпня 1968 року, Олексій Герман познайомився зі своєю майбутньою дружиною Світланою Кармалитою. Багато хто, відзначають певний символізм у тому, що тридцять два роки потому Герман приїхав до Чехії, щоб тут знімати «Важко бути богом» вже за іншим сценарієм, написаним разом зі Світланою.
Коли в роки Перебудови робота над екранізацією повісті Стругацьких все ж таки почалася, головною вимогою самих письменників було, щоб у фільму був радянський режисер, бажано — Олексій Герман. Але керівництво «Совінфільма» запросило режисера з ФРН Петера Фляйшмана (який погодився стати також продюсером картини). Через його незговірливість і важкий характер Стругацькі припинили контролювати процес зйомок, і  фільм, що вийшов у 1989 році, їм вкрай не сподобався.
Дізнавшись про початок зйомок, Герман звернувся до Держкіно з проханням про відновлення своєї роботи («на тому етапі просто тому, що мені заборонили, а тому вирішили»). Він також побував на знімальному майданчику фільму в Києві, де зустрівся з Фляйшманом, але про співпрацю вони не домовилися через відмову німецького режисера вносити зміни в сценарій. Голова Держкіно Олександр Камшалов запропонував Герману знімати свій фільм паралельно з Фляйшманом. Однак робота над новим сценарієм, до якої Герман приступив разом зі Світланою Кармалитой, закінчена не була. Олексій Герман пояснив це тим, що в кінці 1980-х років не відчувалася потреба в іновимовленнях, про все можна було говорити прямим текстом: «Ми написали сторінок двадцять і кинули, тому що бути богом було не важко… чому це він Реба, а не Берія?..».
В третій раз Герман повернувся до сюжету «Важко бути богом» через десять років потому. Редактор Євген Пріцкер, на прохання Германа прочитав сценарій 1968 року, заявив режисерові, що це «комсомольський опус» і знімати його не можна, з чим Герман погодився. Новий сценарій був написаний разом з дружиною «за мотивами» повісті Стругацьких. Петро Вайль, прочитавши сценарій, говорив, що в ньому «з цілеспрямованими зусиллями книга Стругацьких звільнялася від шістдесятництва». Олексій Герман-молодший в інтерв'ю російським ЗМІ цю точку зору спростував, заявивши, що Вайль «жив у епоху, коли шістдесятництво в деяких своїх аспектах відійшло на задній план. Але зараз воно повертається».
Борис Стругацький (1933—2012) в інтерв'ю в травні 2010 року казав, що Герман з ним «ні з яких питань не радився». При цьому Стругацький заявив, що заздалегідь знає, що фільм вийде чудовий і навіть епохальний".

## У ролях
- Леонід Ярмольник — дон Румата
- Олександр Чуйно — дон Реба
- Юрій Цурило — барон Пампа
- Євген Герчаков — Будах
- Валентин Голубенко — Арата
- Леонід Тимцуник — Аріма
- Євген Важенін — вихователь принца, дон
- Наталія Мотева — Арі
- Петро Меркур'єв — Гур
- Микита Струков — Кусис
- Костянтин Биков — чернець
- Валерій Величко — дон Кет
- Валерій Болтшев — дон Ріпат
- Михайло Гуро — сірий офіцер
- Олександр Дралюк — монах-писар
- Юрій Думчев — Рое Кеу
- Раміс Ібрагімов — Муга
- Юріс Лауціньш — кат
- Вітаутас Паукште — Кабани
- Анвар Лібабов — раб
- Юрій Ніфонтов — дон Тамео
- Олександр Орловський — Пашка
- Ступніков Сергій — король
- Марина П. Сорокіна — коханка короля
- Олександр Роніс — смолоскипщик
- Анастасія Каптуренко — дівчинка в таверні
- Андрій Обарухін — бойовий чернець
- Павло Романов — лояльний книгарь
- Михайло Теплицький — сірий офіцер
- Василь Домрачев — візничий
- Юрій Ашихмін — раб
- Володимир Юматов — голос від автора

## Музика
Музику до фільму написав петербурзький композитор Віктор Лебедєв. Ось як він описує процес роботи над картиною:
|  | Так сталося, що останні півтора року він Олексій Герман був хворий. І в дуже невдалий період — закінчувалася робота над картиною. Він кілька разів приїжджав до мене додому, ми разом сиділи зі Світланою Кармалитою, — яка, практично, «друге я» Германа, — вирішували проблеми. Потім я почав розуміти, що в якийсь остаточний період роботи над картиною музика в тому розумінні, в якому ми звикли, тут не потрібна. Якщо хор — це хор самодіяльних «напівсвященників», якщо це нагадуюча землянам про Землю мелодія, то це свист, — що й було зроблено. Якщо Антон грає на саксофоні, згадуючи Землю, то він грає щось вивчене в коледжі, щось в дусі Дюка Еллінгтона. Ось я написав тему. І вирішив перевірити, як кінематографічне середовище поставиться до цього кінематографічного рішенням — 8 років тому на ювілейному концерті в БКЗ «Жовтневий». Я зіграв шматок увертюри до фільму — реакція кіноосередку була позитивна, що всіх це вразило і сподобалося. Але я вже тоді інтуїтивно відчував, що пишний оркестр, цікаве гармонійне рішення може не знадобитися. Тому що Герман — дуже специфічна людина. Всі його фільми асоціюються з блискучим зображенням, точними костюмами, лексикою, але не з музичним рішенням. І «Важко бути богом» — те ж саме. Крім музичної теми на початку і в кінці у фільмі тільки шматки, які не пов'язані з професійною композиторською діяльністю. |

## Зйомки
Виробництво фільму почалося в 1999 році. Заголовок літературної основи, книги братів Стругацьких «Важко бути богом», за час зйомок закріпився і за фільмом (вже тоді режисер став називати його своєю останньою роботою).
Спочатку роль дона Румати повинен був виконувати Олександр Ликов, з яким були зняті проби майже всього фільму, але в підсумку на роль був затверджений Ярмольник. Редактор Євген Пріцкер розповідає, що епізодом, що зробив вирішальний вплив на вибір актора, став діалог з Будахом. На слова мудреця «Тоді, господи, зітри нас з лиця землі і створи заново більш досконалими… або ще краще, залиш нас і дай нам іти своєю дорогою» Румата відповідає: «Серце моє повне жалості, я не можу цього зробити». І те, як зіграв цю сцену Ярмольник, і визначило рішення Германа.
В зв'язку з величезним обсягом роботи в картину було запрошено одразу три художника-постановника: Белла Маневич, працювала, зокрема, на таких фільмах, як «Біле сонце пустелі» і «Пригоди Шерлока Холмса і доктора Ватсона» (померла в 2002 році у віці 79 років), Олена Жукова і Георгій Карпачов, який працював з Германом над фільмом «Хрустальов, машину!».
Справжні зйомки почалися в 2000 році в Чехії. В околицях замку Джерело (Točník) був побудований Арканар. Всього художники «Ленфільму» в тій чи іншій мірі облаштували в Чехії п'ять замків. Павільйонні зйомки проходили в Санкт-Петербурзі. Знімали і в Виборзі на Лисій Губі з участю курсантів Військового Інституту внутрішніх військ в масовці. Незважаючи на всі труднощі, фінансування проекту тривало (в основному з приватних джерел), і в серпні 2006 року зйомки були закінчені.
Багаторазовий лауреат премії «Ніка» оператор Юрій Клименко зазначав: «єдиним незвичним для мене моментом було те, що я в перший і в останній, напевно, раз працював на картині, де так багато репетирували. Ми могли репетирувати тиждень і знімати один кадр, потім ще тиждень або днів десять репетирувати — і знову все заради одного кадру. Треба зазначити, що репетиція Германа була зйомка. Кожен раз всі були в костюмах, загримовані, якщо потрібен був дощ або пожежа, у нас завжди працювало чотири пожежні машини, дві бригади піротехніків, дві бригади спецефектів».
За спогадами режисера Юрія Фетінга, який займався роботою з акторами, «серед людей, які знімалися, були люди з фізичними і психічними відхиленнями, яких шукали по всьому світу, по всіх бомжацьких смітниках, парках, інтернатах, але вони часто були талановитіші, органічніші, ніж професійні артисти».
У 2007 році Леонід Ярмольник сказав: «Зараз ми закінчуємо озвучування, і я сподіваюся, в 2008 картина вийде…». До весни 2008 року Олексій Герман завершив монтаж фільму, і в кінці лютого відбувся тестовий показ картини з чорновим звуком. Фільм планувалося випустити під назвою «Різанина в Арканарі».
У серпні 2011 Герман повідомив, що фільм знаходиться в стадії озвучення, і додав: «Думаю, до кінця року картина буде закінчена». Також повідомлялося, що фільм вийде під назвою «Важко бути богом», хоча раніше Герман планував змінити назву на «Хроніка Арканарської різанини».
У вересні 2011 Герман вже припускав, що фільм вийде в 2012. В якості причин затримки режисер назвав свої серйозні проблеми зі здоров'ям, через які він не міг працювати по 12 годин на день, як раніше, і труднощі з озвучуванням: Якщо раніше для того, щоб озвучити сцену з 12 чоловік, я міг покликати 6 чоловік, а потім ще 6 чоловік, і на двох кільцях все це записати, то зараз, у зв'язку з появою нової чудової голлівудської техніки, ми повинні записати 12 кілець, тобто з 12 осіб кожен, навіть якщо він просто говорить слово «му», повинен сказати своє «му» окремо. Це нескладно, коли один гангстер рубає іншому пальці, а третій насміхається, але якщо у мене в кадрі рідко коли менше 18 осіб буває, це досить складно. Це 18 окремих записів, які потрібно поєднати в одну. І тому я сиджу, сиджу, сиджу з озвучуванням, вилизую все.
У липні 2012 року в конкурсній програмі 47 міжнародного кінофестивалю в Карлових Варах був представлений 67-хвилинний російсько-швейцарський документальний фільм «Важко бути богом» режисерів Павла Костомарова та Антуана Каттена про зйомки фільму Германа. Згодом фільм отримав назву «Плейбек».
У вересні 2012 року А. Герман, зауваживши в інтерв'ю, що «сам обіцяв закінчити вже цього року», не зміг назвати терміни завершення роботи над фільмом, посилаючись на проблеми зі здоров'ям і труднощі з озвучуванням.
21 лютого 2013 року Олексій Герман помер. За словами сина режисера Олексія Германа-молодшого, картина «фактично завершена. Залишилося тільки зробити перезапис звуку. <…> Вона буде завершена найближчим часом». Картина буде називатися так само, як і книга Стругацьких.
В інтерв'ю КіноПошуку, опублікованому 19 березня 2013, Олексій Герман-молодший повідомив, що для завершення картини залишилися лише «технічні доробки». З приводу термінів він сказав: «протягом трьох місяців технічні роботи, я сподіваюся, будуть закінчені… Світова прем'єра картини, думаю, буде восени». Той же тримісячний термін завершення роботи над фільмом називала і вдова режисера, Світлана Кармаліта.
1 квітня 2013 відбувся показ картини з незакінченою озвучкою. Частина тексту читала з листа Світлана Кармаліта.
12 серпня 2013 було оголошено, що перший публічний показ завершеної картини відбудеться у листопаді 2013 року на Римському кінофестивалі, який любив Олексій Герман. Прем'єра «Важко бути богом» відбулася в Римі 13 листопада. Російський прокат фільму почався 27 лютого 2014 року.

## Відгуки
Вперше чорнова версія була показана в кінці лютого 2008 року. 1 квітня 2013 року відбувся прес-показ майже готової версії, в якій ще не було музики і остаточної озвучки.
Перші відгуки глядачів, в основному колег Германа по кінематографічному цеху, були позитивними. Вони відзначали масштаб роботи, увагу до деталей, глибокий ідейно-філософський підтекст картини. Фільм більше всього порівнювали з попередньою картиною Германа «Хрустальов, машину!», а також з фільмом «Андрій Рубльов» Андрія Тарковського. Разом з тим, оглядачі відзначали, що режисер сильно відходить від книжкового першоджерела, причому не тільки від його сюжету, але і від його гуманістичної філософії. На думку багатьох критиків, центральна думка фільму — ницість і скотство людської природи. Андрій Плахов після прем'єри в Римі писав про те, що «найсильніше впливає на підсвідомість драматургічна композиція картини, що має більше спільного саме з картиною, мальовничим полотном, ніж з екранізацією роману або п'єси. Неймовірна щільність кадру спонукає вгризатися в матерію екрану і розглядати її по шматочках, по фрагментах, деталей, намагаючись вибудувати у своїй голові ціле».
Після демонстрації картини на фестивалях і масових прес-показах з'явилися й негативні відгуки, котрі відзначали епатажність картини, відсутність стрункого сюжету і розвитку дії, непридатність картини для масового глядача.
Всі критики і в позитивних, і в негативних відгуках підкреслювали жорстокість і натуралістичність картини, велика кількість бруду і насильства. Італійський письменник Умберто Еко, переглянувши фільм, зазначив, що «після Германа фільми Тарантіно здаються діснеївськими мультиками».
Нам дарують світ по коліно в гною: смачний, смердючий, булькаючий. Світ, який не розуміє свого бруду і який упивається ним. Тут топлять в нужниках. І обов'язково головою вниз. Якщо вішають, то так, щоб прилетілі з моря чайки виклювали очі.
— критик Василь Степанов
При цьому фільм відмінно формує несуперечливу реальність, яка за контрастом, може змусити позитивно поглянути на наш власний світ.
Інші критики відзначають, що земляни у фільмі — клоуни і базіки, які кривляються і блазнюють, напиваються і танцюють. Це повністю деградовані люди, типові тусовники, але ніяк не ті, хто має намір рятувати людство. Фінальний бій Германа-Румата — типовий анархічний бунт скаженого буржуа (хоч і в середньовічних декораціях). Існуючий світ йому не подобається, а іншого він собі уявити не може, ось йому і хочеться знищити всіх і вся, та й себе в додачу. Це помста за своє невдале особисте життя, а не спроба допомогти людям.
Відзначалися численні паралелі стилістики і манери роботи Германа з фільмом 1987 року польського режисера Анджея Жулавського «На срібній планеті».

## Нагороди
- В лютому 2014 року Гільдія кінознавців і кінокритиків Росії на щорічному врученні премій «Білий слон» нагородила фільм премією «Подія року» і призом імені Мирона Черненка[36].
- У лютому 2015 року Гільдія кінознавців і кінокритиків Росії нагородила премією «Білий слон» Володимира Ільїна і Юрія Клименка у номінації "Кращий оператор", а також Сергія Коковкіна, Георгія Кропачева і Жукову Олену — у номінації "Краща робота художника"[37].
- У березні 2015 на церемонії нагородження кінопремією «Ніка» картина була удостоєна семи нагород:
  - премія за кращий ігровий фільм року
  - премія за кращу режисуру (Олексій Герман)
  - премія за кращу чоловічу роль (Леонід Ярмольник)
  - премія за кращу операторську роботу (Володимир Ільїн і Юрій Клименко)
  - премія за кращу роботу звукорежисера (Микола Астахов)
  - премія за кращу роботу художника (Сергій Коковкін, Григорій Карпачов і Олена Жукова)
  - премія за кращу роботу художника по костюмах (Катерина Шапкайц).

Крім цього, на премію «Ніка» були номіновані Юрій Цурило (за кращу чоловічу роль другого плану), Віктор Лебедєв (за кращу музику до фільму), Світлана Кармаліта і Олексій Герман (за кращий сценарій).

## Прокат
Фільм зібрав у прокаті 47,8 млн рублів, або $1 282 065 доларів за тодішнім курсом. Це істотно менше виробничого бюджету, який оцінюють у 300 млн карбованців, або в 10 млн доларів. Однак прокатники оцінюють ці результати як гідні за мірками артхаусного кіно.